# Autobahn Polizei Simulator
Autobahn Polizei Simulator ist ein von Z-Software entwickeltes und von Aerosoft veröffentlichtes Polizei-Fahrsimulationsspiel.

## Spielprinzip und Technik
Das Spiel spielt auf der deutschen Autobahn (ca. 40 km im Spiel). Das Spiel bietet Unterstützung für Lenkräder und eine Third-Person-Sicht wie auch eine First-Person-Sicht. Es gibt 40 Missionen im Spiel und ein freier Spielmodus ist verfügbar. Die Spieler können die Welt auch zu Fuß erkunden und die Tür des Fahrzeugs manuell öffnen. Es gibt männliche und weibliche Charaktere im Spiel und eine realistisch wirkende Funkkommunikation sowie einen Tag-Nacht-Zyklus für das Spiel.
Während des Spiels können die Spieler  Stoppsignale benutzen, um verdächtige Fahrzeuge anzuhalten. Die Aufgaben im Spiel umfassen die Absicherung von Unfällen, das Kontrollieren von Lkw-Ladungen, der Abgleich von TÜV-Prüfplaketten und Alkohol-, bzw. Drogenkontrollen.

## Entwicklungs- und Veröffentlichungsgeschichte
Eine Fortsetzung des Spiels, Autobahnpolizei Simulator 2, wurde im November 2017 veröffentlicht. Eine dritte Version, unter dem Namen Autobahnpolizei Simulator 3, welche für die erste Jahreshälfte 2021 angekündigt wurde, ist am 23. Juni 2022 erschienen.

## Rezeption
Die Plattform Spieletipps.de beurteilt die im Spiel vorgestellte Polizei-Arbeit als dilettantisch; sie biete zu wenig im Spielablauf, an Grafik und szenischer Umsetzung.